# Avicii - I’m Tim
Avicii - I’m Tim er en dokumentar om den svenske DJ Aviciis liv. Filmen havde sin premiere på Tribeca Festival den 9. juni 2024.  Filmen er instrueret af den svenske instruktør Henrik Burman, og den er produceret af Björn Tjärnberg. Filmen vil indeholde usete interviews fra blandt andre Chris Martin, Nile Rodgers og David Guetta. 
Den 4. november 2024 annoncerede Candamo Film, at filmen ville få sin premiere på Netflix den 31. december 2024. Sammen med dokumentaren vil usete optagelser fra Aviciis sidste show, kaldet "Avicii - My Last Show" også blive udgivet.

## Udgivelse
Dokumentaren blev oprindeligt annonceret i 2021, med en udgivelsesdato på 2023. Filmens produktion begyndte i 2019 og blev instrueret af Henrik Burman. Henrik Burman sagde om filmen: "Mit mål er at fremstille et ærligt og nyt perspektiv både på personen Tim, men også musikeren Avicii. Jeg ønsker, at det bliver en film som kan overraske publikum, og som kan udfordre offentlighedens billede af Sveriges største musiker i nyere tid, og på den måde fremhæve hvad hans musik har betydet for så mange mennesker." 
Det var først den 19. april 2024, at den nye udgivelsesdato blev annonceret på Aviciis Instagram.  Efter premieren på Tribeca Film Festival, annoncerede Candamo Film, at filmen også ville være en del af programmet på Stockholms Film Festival den 6. november 2024.

## Handling
Filmbeskrivelsen fra Tribeca Festival lyder: "Før der var Avicii, var der bare Tim. For første gang, kan du gennem ham selv opleve rejsen for en genert, musikalsk geni, som ville blive en af de største, og mest indflydelsesrige kunstnere i sin generation."
Ifølge magasinet Billboard, vil filmen indeholde "hidtil usete arkivfilm og interviews med Bergling selv". Den vil også indeholde "nyligt produceret materiale, herunder interviews med Berglings familie, venner og kollegaer.